# Étienne Didot
Étienne Didot (ur. 24 lipca 1983 w Paimpol) – francuski piłkarz grający na pozycji środkowego pomocnika.

## Kariera klubowa
Piłkarską karierę Didot rozpoczął w klubie Stade Rennais. Po grze w drużynie młodzieżowej oraz drużynie rezerw awansował do kadry pierwszego zespołu w sezonie 2001/2002. W Ligue 1 swój debiut zaliczył 12 stycznia 2002 w przegranym 1:2 domowym meczu z Paris Saint-Germain, gdy w 81. minucie zmienił Christophe’a Le Roux. Już od sezonu 2002/2003 zaczął grywać w podstawowym składzie drużyny z Bretanii. W 2005 zajął z Rennes 4. miejsce w rozgywkach Ligue 1, a jesienią awansował do fazy grupowej Pucharu UEFA. Natomiast w styczniu 2007 po odejściu Oliviera Monterrubio do RC Lens został mianowany kapitanem zespołu. Wiosną 2007 zajął z Rennes 4. miejsce, a jesienią znów grał w fazie grupowej rozgrywek Pucharu UEFA. Do lata 2008 rozegrał dla Rennes 152 mecze i strzelił 5 goli.
W lipcu 2008 roku Didot został sprzedany za 3 miliony euro do innego klubu Ligue 1, Toulouse FC. 10 sierpnia wystąpił dla niego po raz pierwszy, a drużyna z Tuluzy przegrała na wyjeździe z Olympique Lyon 0:3. Był podstawowym zawodnikiem „Fioletowych”.
W 2016 roku Didot odszedł z Toulouse do EA Guingamp.
| Sezon   | Klub             | Kraj    | Rozgrywki | Mecze | Bramki | Rozgrywki Europy | Mecze | Bramki |
| ------- | ---------------- | ------- | --------- | ----- | ------ | ---------------- | ----- | ------ |
| 2001/02 | Stade Rennais FC | Francja | Ligue 1   | 2     | 0      | -                | -     | -      |
| 2002/03 | Stade Rennais FC | Francja | Ligue 1   | 20    | 0      | -                | -     | -      |
| 2003/04 | Stade Rennais FC | Francja | Ligue 1   | 28    | 0      | -                | -     | -      |
| 2004/05 | Stade Rennais FC | Francja | Ligue 1   | 34    | 1      | -                | -     | -      |
| 2005/06 | Stade Rennais FC | Francja | Ligue 1   | 19    | 1      | Liga Europy UEFA | 5     | 0      |
| 2006/07 | Stade Rennais FC | Francja | Ligue 1   | 25    | 1      | -                | -     | -      |
| 2007/08 | Stade Rennais FC | Francja | Ligue 1   | 24    | 2      | Liga Europy UEFA | 2     | 0      |
| 2008/09 | Toulouse FC      | Francja | Ligue 1   | 29    | 2      | -                | -     | -      |
| 2009/10 | Toulouse FC      | Francja | Ligue 1   | 26    | 1      | Liga Europy UEFA | 4     | 0      |
| 2010/11 | Toulouse FC      | Francja | Ligue 1   | 36    | 2      | -                | -     | -      |
| 2011/12 | Toulouse FC      | Francja | Ligue 1   | 23    | 1      | -                | -     | -      |
| 2012/13 | Toulouse FC      | Francja | Ligue 1   | 36    | 2      | -                | -     | -      |
| 2013/14 | Toulouse FC      | Francja | Ligue 1   | 33    | 1      | -                | -     | -      |
| 2014/15 | Toulouse FC      | Francja | Ligue 1   | 20    | 0      | -                | -     | -      |
| 2015/16 | Toulouse FC      | Francja | Ligue 1   | 23    | 0      | -                | -     | -      |

Stan na: koniec sezonu 2015/2016

## Kariera reprezentacyjna
W latach 2003–2005 Didot rozegrał 2 mecze w młodzieżowej reprezentacji Francji U-21.